# 1997 CZ19
1997 CZ19 är en asteroid i huvudbältet som upptäcktes den 12 februari 1997 av den japanska astronomen Takao Kobayashi vid Ōizumi-observatoriet.
Asteroiden har en diameter på ungefär 4 kilometer.